# Linwood, Skottland
Linwood är en by i Renfrewshire i Skottland. Byn är belägen 83,5 km 
från Edinburgh. Orten har 8 600 invånare (2016).